# 呼延姓
呼延姓，源自「呼衍」，本是古代匈奴族一個部落的名稱，是四大部落之一。東晉時，呼衍族（或作「呼銜族」）進入中原，改稱「呼延」，並以之為姓氏。晉人稽明楚曾被賜姓「呼延氏」。五胡十六國中，「呼延氏」是前趙及南燕的望族。
現今西安、山西太原一帶，仍有以「呼延」為姓的村落。有許多遷於陝西的族群，已改姓為「呼」。明清以後，也有許多後人以「呼」與「胡」发音相近为由改为胡姓。

## 郡望
郡望為安定郡（今甘肅省平涼地區及寧夏西部）。治所是高平（今寧夏省固原縣）。

## 源流
《史記‧匈奴列傳》提到：「呼衍氏、蘭氏，其后有須卜氏，此三姓其貴種也。」《後漢書‧南匈奴列傳》載：「異姓呼衍氏、須卜氏、丘林氏、蘭氏四姓，為國中名族。」唐代顏師古《漢書注》提到：「匈奴中貴種有呼銜氏，即今之呼延氏。」又說：「北狄傳，匈奴四姓，有呼延氏、卜氏、蘭氏、喬氏，而呼延氏最貴。」又稱：「呼衍，即今鮮卑姓呼延者是也。蘭姓今亦有之。」
《北齊書‧斛律金列傳》中提及肆州宜陽一帶有一防衛區域以「呼延」為名，是當地「三戍」之一。另，古時有「呼延谷」，又稱「庫延谷」，在今內蒙古包頭市昆都侖溝一帶。
呼延氏一族自名將呼延贊一代開始，於北宋期間大盛，「呼家將」更是與北宋「楊家將」、南宋「岳家將」等名門並列的英雄門閥之一。《水滸傳》中的「雙鞭」呼延灼，就被描寫為呼延贊的後人。

## 延伸阅读
[在维基数据编辑]
 《百家姓》
 《欽定古今圖書集成·明倫彙編·氏族典·呼延姓部》，出自陈梦雷《古今圖書集成》